# Les Arenes (Vilamitjana)
Les Arenes, és una partida del terme municipal de Tremp, al Pallars Jussà, dins de l'antic terme de Vilamitjana.
Està situada a la part de llevant de l'antic terme de Vilamitjana, prop d'on hi havia el límit amb el veí de Suterranya. És al nord-est de Vilamitjana i al nord-oest de Suterranya, més a prop d'aquesta darrera població que no pas d'aquella de la qual depèn. És a la dreta del barranc de l'Abellar, a llevant de la Cabana del Vila.